# Albatros D.IV
Albatros D.IV byl německý jednomístný dvouplošný stíhací letoun projektovaný jako experimentální během první světové války u firmy Albatros Flugzeugwerke.
Vývoj tohoto typu stíhacího Albatrosu byl zahájen, aby vyzkoušel použití motoru Mercedes D.III s reduktorem. Na rozdíl od verze bez reduktoru byl tento motor celý vestavěn do trupu letounu. Konstrukce stroje kombinovala nosný systém křídel z Albatrosu D.II a trup z moderního typu D.V s menšími změnami vyvážení směrovky a výškovky. Byly postaveny pouze tři kusy tohoto typu, které byly objednány v listopadu 1916. Do vzduchu se však pravděpodobně dostal jen jeden z nich, který byl testován s několika vrtulemi, ale kvůli příliš velkým vibracím, které se nepodařilo vyřešit, byl vývoj tohoto typu ukončen.

## Specifikace

### Technické údaje
- Posádka: 1 pilot
- Délka: 7,33 m
- Rozpětí: 9,04 m
- Výška: 2,59 m
- Plocha křídel: 20,5 m²
- Pohonná jednotka:1x Mercedes D.III 160 k

### Výkony
- Maximální rychlost: 165 km/h
- Dolet: 2,2 h